# Netgear

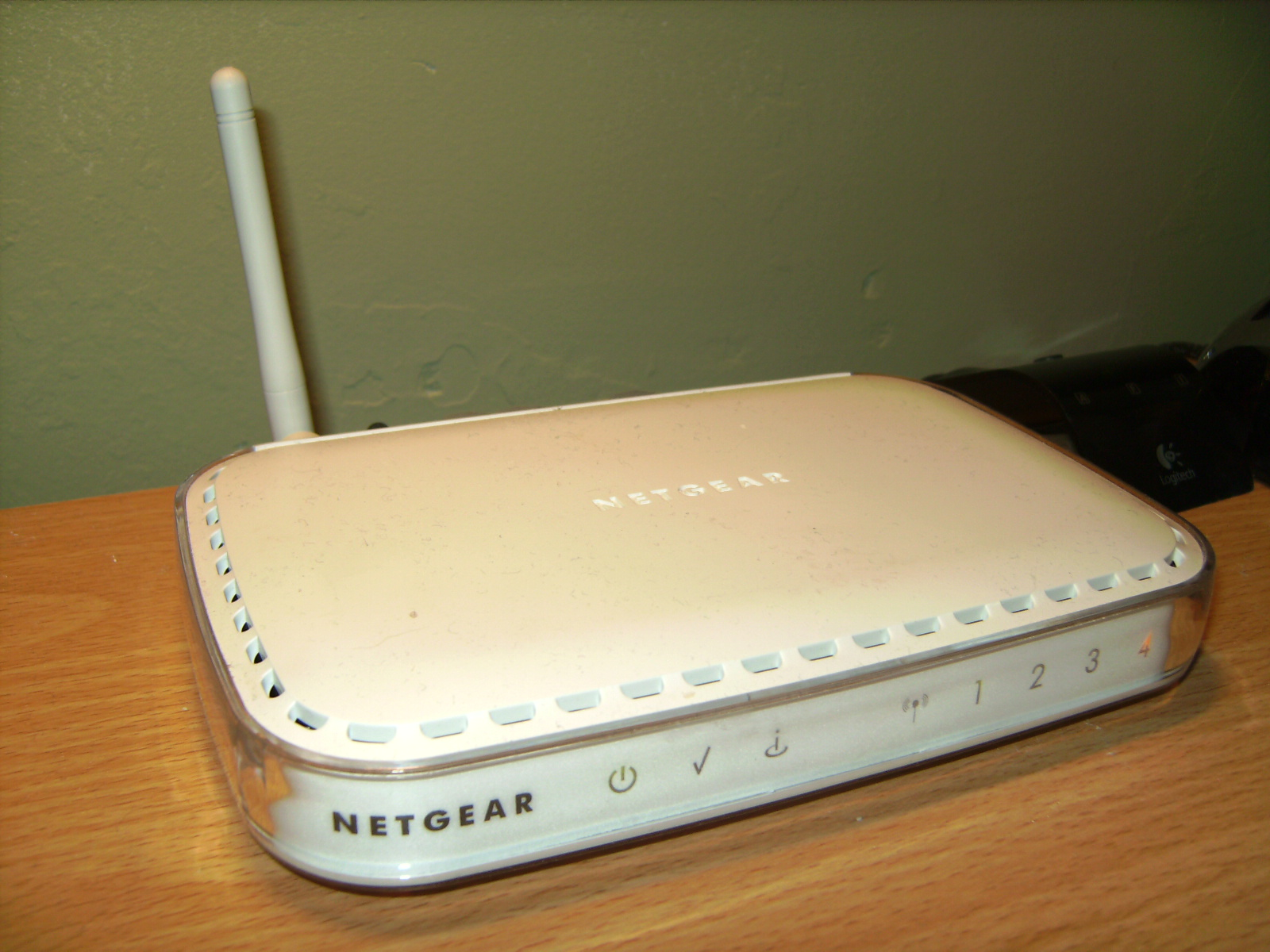
Router bezprzewodowy Netgear DG834G

Netgear – amerykański producent urządzeń sieciowych oraz innego sprzętu komputerowego.

## Historia
Firma została założona 8 stycznia 1996, jako spółka zależna Bay Networks, której celem było „skupienie się na dostarczaniu rozwiązań sieciowych dla małych firm i gospodarstw domowych”. W sierpniu 1998 roku firma Netgear została wykupiona przez Nortel w ramach przejęcia Bay Networks. Netgear pozostała spółką całkowicie zależną od Nortel do marca 2000 roku. W tym czasie rozpoczęto proces zmian w strukturze właścicielskiej. Pełną niezależność od firmy Nortel Netgear uzyskał w lutym 2002 roku. 
Netgear sprzedaje produkty za pośrednictwem wielu kanałów sprzedaży na całym świecie, w tym tradycyjnych sklepów, sklepów internetowych, dystrybutorów hurtowych, dystrybutorów typu DMR (Direct Market Reseller) i VAR (Value–Added Reseller) oraz dostawców usług szerokopasmowych. 
W pierwszym kwartale 2011 roku, w celu osiągnięcia lepszej efektywności operacyjnej, połączono siły sprzedaży przedstawicielstw Ameryki Północnej, Środkowej i Południowej. W wyniku tego połączenia utworzono jeden ośrodek do obsługi tych regionów. Przed wprowadzeniem zmian region Ameryki Północnej stanowił oddzielną gałąź sprzedaży, a Ameryka Środkowa i Południowa funkcjonowały jako obszary włączone do struktur Azji i Pacyfiku. W wyniku tej zmiany, struktura sprzedaży firmy zorganizowana jest obecnie w trzech obszarach geograficznych: Ameryka, EMEA (Europa, Bliski Wschód i Afryka) oraz Azja i Pacyfik. W 2011 roku przychody netto ze względu na lokalizację geograficzną kształtowały się w następujący sposób: obie Ameryki – 49,7%, EMEA – 40,4%, Azja i Pacyfik – 9,8%.

## Produkty
Produkty Netgear stanowią przede wszystkim rozwiązania dla rynku urządzeń sieciowych. W ich skład wchodzą produkty sieciowe dla domu i biznesu wykorzystujące technologię przewodową jak i bezprzewodową.

### Przełączniki ProSafe
Netgear posiada linie produktów sieciowych dla sektora biznesowego, w szczególności przełączniki ProSafe. Od maja 2007 r. Netgear oferuje dożywotnią gwarancję na wszystkie produkty ProSafe tak długo, jak nabywca posiada produkt. Obecnie prace rozwojowe skoncentrowane są na segmencie multimediów.

### Urządzenia sieciowe
Netgear dostarcza na rynek również różne urządzenia sieciowe takie jak zarządzalne przełączniki i zapory sieciowe. Są to produkty przeznaczone na rynek SOHO.

### Bezpieczeństwo sieci
W 2009 roku Netgear wprowadził na rynek serię produktów ProSecure w której skład wchodzą bramy sieciowe typu „wszystko–w–jednym” dla małych firm i biur oraz serii urządzeń do skanowania strumieni danych dla 100-600 jednoczesnych użytkowników. Korzystają one z technologii skanowania strumieni stworzonej w firmie CP Secure przejętej przez Netgear.

### Pamięci masowe podłączane do sieci
Netgear dostarcza na rynek linię urządzeń NAS przeznaczonych dla konsumentów indywidualnych i małych firm pod nazwą ReadyNAS. Netgear wszedł na rynek pamięci masowych w maju 2007, kiedy to nabył firmę Infrant (twórca linii ReadyNAS). W marcu 2009 Netgear zaczął oferować zintegrowane rozwiązania do backupu nazywane ReadyNAS Vault. 
Najnowszą linią produktów NAS są urządzenia typu Stora. Produkty tej linii są łatwe w instalacji i konfiguracji, a uzupełnione o pakiet przyjaznego dla użytkowników oprogramowania do zarządzania i przechowywania kopii zapasowych, produkty Stora zwiększają funkcjonalność serwerów plików dla użytkowników domowych. Produkty Stora posiadają certyfikat DLNA i służą do obsługi mediów do urządzeń DLNA, takich jak Netgear EVA 2000 Digital Entertainer Live, lub innych produktów zgodnych z DLNA, takich jak Western Digital WD TV Live.
Nowsze modele z linii ReadyNAS są obsługiwane przez system operacyjny zbudowany wokół Btrfs.

## Produkcja
Netgear zleca część swojej produkcji innym firmom elektronicznym do których zaliczają się m.in.: Askey Computer Corporation, ASUS, Cameo Communications, Delta Networks, Foxconn, Senao i SerComm.